# ديف جونز (لاعب كرة قدم أمريكية)
ديف جونز (بالإنجليزية: Dave Jones)‏ هو لاعب كرة قدم أمريكية أمريكي، ولد في 10 أغسطس 1947 في غودلاند في الولايات المتحدة.

## وصلات خارجية
- ديف جونز على موقع مرجع كرة القدم المحترفة.كوم (الإنجليزية)
- ديف جونز على موقع JustSportsStats.com (الإنجليزية)
- ديف جونز على موقع كلية كرة القدم في سبورتس رفرنس.كوم (الإنجليزية)